# Liste öffentlicher Kneipp-Anlagen im Landkreis Lörrach
In der Liste öffentlicher Kneipp-Anlagen im Landkreis Lörrach sind öffentliche Kneipp-Anlagen für Orte, die zum Landkreis Lörrach in Baden-Württemberg gehören, aufgeführt. Sie ist primär nach Orten sortiert, unabhängig davon, ob es sich um Ortsteile, Gemeinden oder Städte handelt. Kneipp-Anlagen können laut Kneipp-Bund in Form von Wassertretanlagen oder Armbecken vorliegen und unterliegen grundsätzlich nicht der Trinkwasserverordnung. Kneipp-Anlagen werden häufig künstlich angelegt. Daneben gibt es in den natürlichen Verlauf von Fließgewässern eingebettete Wassertretstellen. Kneippen ist eine Behandlungsmethode der Hydrotherapie, die auf der Grundlage von Sebastian Kneipp angewendet wird. Hierbei wird in kaltem Wasser auf der Stelle geschritten. In Armbecken werden die Arme bis zur Mitte der Oberarme ins kalte Wasser getaucht. Die Liste erhebt keinen Anspruch auf Vollständigkeit.

## Kneipp-Anlagen im Landkreis Lörrach
Derzeit sind im Landkreis Lörrach 17 öffentliche Kneipp-Anlagen erfasst:
| Bild | Ort                    | Beschreibung | ↴ Zufluss / ↳ Abfluss                 | Standort                |
| ---- | ---------------------- | --- | ------------------------------------- | ----------------------- |
|      | Aftersteg              | Kneipp-Anlage in Todtnau-Aftersteg |                                       | ⊙ Talstraße             |
|      | Bamlach                | Wassertretstelle am Ostrand von Bad Bellingen-Bamlach |                                       | ⊙ Belchenstraße         |
|      | Brandenberg            | Kneipp-Tretbecken in Todtnau-Brandenberg am Gamspfad |                                       | ⊙ Rotwiesenweg          |
|      | Endenburg              | Wassertretstelle östlich von Steinen-Endenburg |                                       | ⊙ Mühlematten           |
|      | Geschwend              | Wassertretstelle in Todtnau-Geschwend |                                       | ⊙ Kuhbodenweg           |
|      | Herrenschwand          | Wassertretstelle in Todtnau-Herrenschwand | ↴↳ Moosbächle                         | ⊙ Dorfstraße            |
|      | Lörrach                | Wassertretstelle entlang eines Bachlaufs im Landschaftspark Grütt, die 1982/83 als flankierende Maßnahme für die Landesgartenschau 1983 installiert wurde | ↴↳ Grüttbach                          | ⊙ Landschaftspark Grütt |
|      | Malsburg-Marzell       | Kneipp-Becken bei Marzell | ↴ Brunnen / Riedernbach ↳ Riedernbach | ⊙ Kanderstraße (K 6350) |
|      | Muggenbrunn            | Wassertretstelle in Todtnau-Muggenbrunn |                                       | ⊙ Franzosenbergstraße   |
|      | Muggenbrunn            | Kneippbecken als Station im Barfußpfad in Todtnau-Muggenbrunn                                                                                             | ↴↳ namenloser Bergbach                | ⊙ beim „Wasenstadion“   |
|      | Schlechtnau            | Kneipp-Anlage in Todtnau-Schlechtnau |                                       | ⊙ Wiesentalweg          |
|      | Schönau im Schwarzwald | Kneipp-Anlage beim Clubhaus des Golfclubs Schönau | ↴↳ Haldsmattbach                      | ⊙ Schönenberger Straße  |
|      | Schönau im Schwarzwald | Kneipp-Anlage an der Tunauer Straße bei Schönau |                                       | ⊙ Tunauer Straße        |
|      | Schweigmatt            | Kneipp-Anlage Schweigmatt bei Schopfheim-Raitbach-Schweigmatt                                                                                             |                                       | ⊙ Schweigmatt           |
|      | Steinen-Hofen          | Wassertretanlage mit Barfußpfad im Vogelpark Steinen-Weitenau (nur zu den Öffnungszeiten, kostenpflichtig)                                                | ↴↳ Füllenbach                         | ⊙ Vogelpark-Steinen     |
|      | Todtnau                | Wassertretstelle beim Stadtgarten Todtnau |                                       | ⊙ Feldbergstraße        |
|      | Todtnauberg            | Wassertretstelle beim Kurhaus Todtnauberg |                                       | ⊙ Kurhausstraße 18      |